# Thyonidium turriculacava
Thyonidium turriculacava is een zeekomkommer uit de familie Cucumariidae.
De wetenschappelijke naam van de soort werd in 1987 gepubliceerd door Massin.